# Ueckermünde
Ueckermünde er en by og kommune i det nordøstlige Tyskland med 10.399 indbyggere (2006)[kilde mangler], beliggende nær floden Ueckers udmunding i Stettin-noret. Kommunen hører til Landkreis Vorpommern-Greifswald og ligger i delstaten Mecklenburg-Vorpommern.

## Historie
- 10. september 1759 – Søslaget på Stettin-noret (ved Nowe Warpno og Ueckermünde) mellem Preussen og Sverige.

## Transport
- Havn
- Veje til Eggesin, Anklam, Altwarp og andre.
- Jernbane

## Natur (by og omegn)

### Natur (by)
- 1) Wkrzanska Skoven (tysk: Ueckermünder Heide, polsk: Puszcza Wkrzańska)
- 2) Stettin-noret (tysk: Stettiner Haff, polsk: Zalew Szczeciński)

## Turisme

### Seværdigheder (by)
- Kirke (18. århundrede) i Centrum
- Slot (16. århundrede) i Centrum
- Museum

## Venskabsbyer
- Pattensen (Tyskland)
- Nowe Warpno (Polen)

## Byer ved Ueckermünde
- Eggesin (Tyskland)
- Torgelow (Tyskland)
- Pasewalk (Tyskland)
- Anklam (Tyskland)
- Nowe Warpno (Polen)
- Police, Polen
- Stettin (Polen)

## Landsbyer ved Ueckermünde
- Altwarp
- Luckow
- Vogelsang